# Pologi körzet

A Pologi körzet elhelyezkedése

A Pologi körzet (macedónul Полошки регион) közigazgatási egység Észak-Macedónia északnyugati részén. Központja és legnagyobb városa Tetovo, mely a macedóniai albánok szellemi központjának minősül.

## Községek
- Bogovinye
- Brvenica
- Vrapcsiste
- Gosztivar
- Zselino
- Jegunovce
- Mavrovo i Rosztusa
- Tearce
- Tetovo

## Népesség
A Pologi körzet népessége 1994-ben 284 432 fő, 2002-ben 304 125 fő, ami emelkedést mutat.
A 2002-es összeírás szerint a 304 125 fős összlakosságból 222 679 albán (73,21%), 57 079 macedón (18,76%), 16 386 török (5,38%), 4 194 cigány, 3 178 egyéb.
Az albánok 7 községben többségben vannak, arányszámuk a körzet községeiben a következőképp alakul:
- Bogovinye: 95,23%
- Brvenica : 61,62%
- Vrapcsiste: 83,07%
- Gosztivar: 66,68%
- Zselino: 99,2%
- Jegunovce: 44,02%
- Mavrovo i Rosztusa: 17,2%
- Tearce: 84,4%
- Tetovo: 70,32%

A Pologi körzet etnikai térképe

A macedónok Jegunovce (55,26%) és Mavrovo i Rosztusa (50,46%) községben élnek többségben, de arányszámuk jelentős Brvenica (37,53%), Tetovo (23,16%), Gosztivar (19,59%) és Tearce (12,2%) községekben is.
A törökök főleg Mavrovo i Rosztusa (31,1%), Vrapcsiste (12,3%) és Gosztivar (10%) község területén élnek.